# Andrzej Ostromęcki
Andrzej Henryk Ostromęcki (ur. 15 listopada 1942 w Warszawie, zm. 24 stycznia 2021 tamże) – polski geolog, poeta, alpinista, grotołaz, działacz społeczny. Był filistrem Arkonii.

## Życiorys
Był synem Mirosława (1914–2000), inżyniera, oficera NSZ, więźnia politycznego PRL, i Heleny (1915–2000) z domu Deskur. Razem z matką i siostrą Anną (1944–2000) przeprowadził się do Wrocławia w lipcu 1945. Egzamin maturalny zdał w III Liceum Ogólnokształcącym we Wrocławiu w 1960. W 1966 ukończył studia geologii na Wydziale Nauk Przyrodniczych Uniwersytetu Wrocławskiego. Był zatrudniony w Zakładzie Nauk Geologicznych PAN we Wrocławiu i Warszawie (od 1968), gdzie uzyskał doktorat nauk przyrodniczych w 1972. Był także związany z Wydziałem Geologii Uniwersytetu Warszawskiego. Zajmował się zagadnieniami górnego karbonu i dolnego permu w niecce północnosudeckiej. W latach 1980–1981 pracował w Mauretanii w ramach kontraktu z agencją ONZ. Zmarł 24 stycznia 2021 w Warszawie.

## Działalność społeczna
Był filistrem Korporacji Akademickiej Arkonia. Jako syn Mirosława, członka Arkonii od 1933, został przyjęty do Korporacji w 1982 wraz z innymi synami i krewnymi przedwojennych Arkonów. W roku 1990 został wybrany na członka zarządu Arkonii. W 1992 sprawował funkcję oldermana „pierwszego coetusu”, grupy składającej się z pięciu pierwszych studentów przyjętych do Arkonii po II Wojnie Światowej.
W 2011 wziął udział w panelu dyskusyjnym „Żołnierze Wyklęci – wojna domowa czy powstanie narodowe?”.
W 2014 był współzałożycielem Fundacji Oleńka, pierwszej w Polsce organizacji pomagającej chorym na raka samotnym matkom.

## Działalność literacka
Publikował wiersze:
- Andrzej Ostromęcki: A rzeka wciąż płynie. Konin: Psychoskok, 2018, s. 101. ISBN 978-83-8119-267-5.
- Andrzej Ostromęcki: Wędrówki po Polu Mokotowskim. Pelplin: Bernardinum, 2017, s. 35. ISBN 978-83-947346-0-2.
- Andrzej Ostromęcki: Węzełek na drogę. Warszawa: Andrzej Ostromęcki, 2017, s. 87. ISBN 978-83-947346-1-9.

Publikował także formy prozatorskie i teksty na tematy społeczne. Zamieszczał utwory w czasopismach katolickich „List do Pani”, „Tygodnik Salwatorski”, „Głos Brata Alberta”.

## Działalność górska

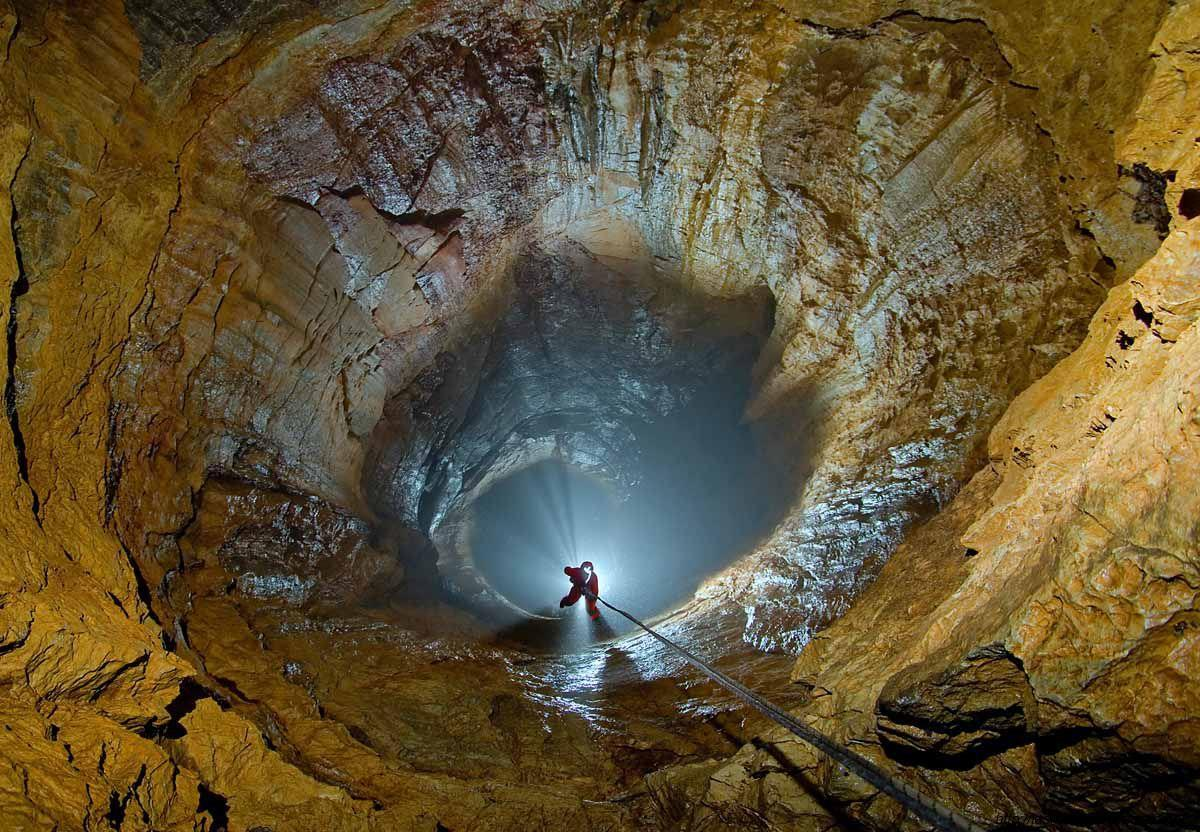
Wielka Studnia o głębokości 66 m w Jaskini Śnieżnej

Był członkiem i uczestnikiem wypraw jaskiniowych Sekcji Grotołazów Wrocław od 1962. W 1966 współorganizował Ogólnopolskie Seminarium Ratownictwa Jaskiniowego w Tatrach Zachodnich. Był prezesem Sekcji w kadencji 1967/1968.
Brał udział w eksploracji i opisie Jaskini Niedźwiedziej w masywie Śnieżnika.
Na przełomie grudnia 1968 i stycznia 1969 wziął udział w wyprawie kierowanej przez Bernarda Uchmańskiego na dno Jaskini Śnieżnej. Wyprawa dokonała wspinaczkowego wyjścia od Syfonu Dominiki do otworu Jaskini Śnieżnej. Był to ówczesny rekord świata (640 m pomiędzy dnem a otworem wejściowym jaskini) we wspinaczce jaskiniowej bez korzystania z lin i drabinek. Członkami wyprawy byli także Roman Galar, Jerzy Masełko, Kazimierz Piotrowski, Norbert Pospieszny i Marek Trzeciakowski. Wszyscy zostali odznaczeni Medalem za Wybitne Osiągnięcia Sportowe.
W 1969 uczestniczył w wyprawie Sekcji do jaskiń Kaukazu Zachodniego. Był zaprzyjaźniony i uczestniczył w działalności Speleoklubu Warszawskiego.

## Inne informacje
Był mężem Anny Marii (Oleńki) z domu Wielowieyskiej (1945–2013). 